# Nový Jimramov

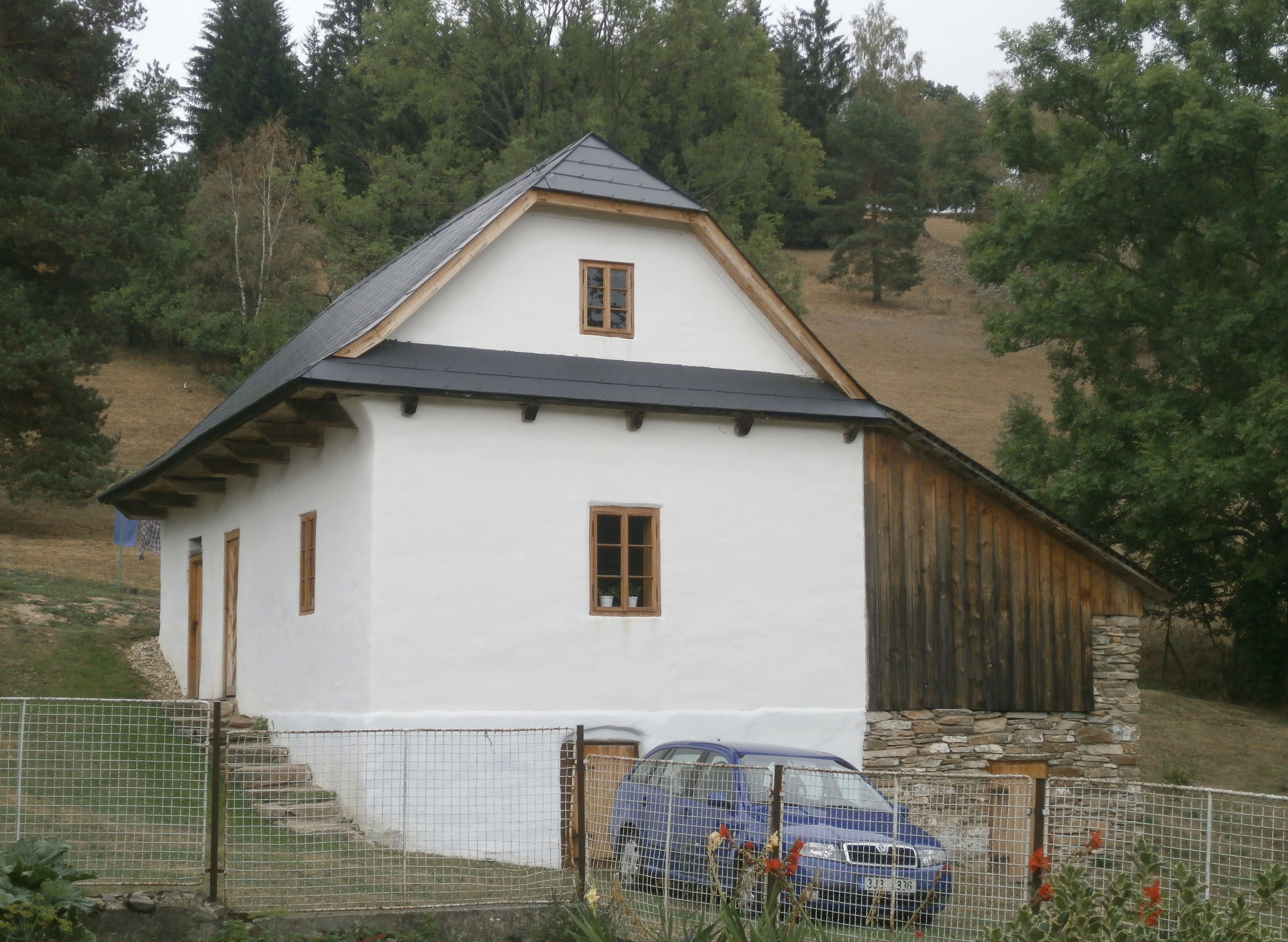
Haus Nr. 34

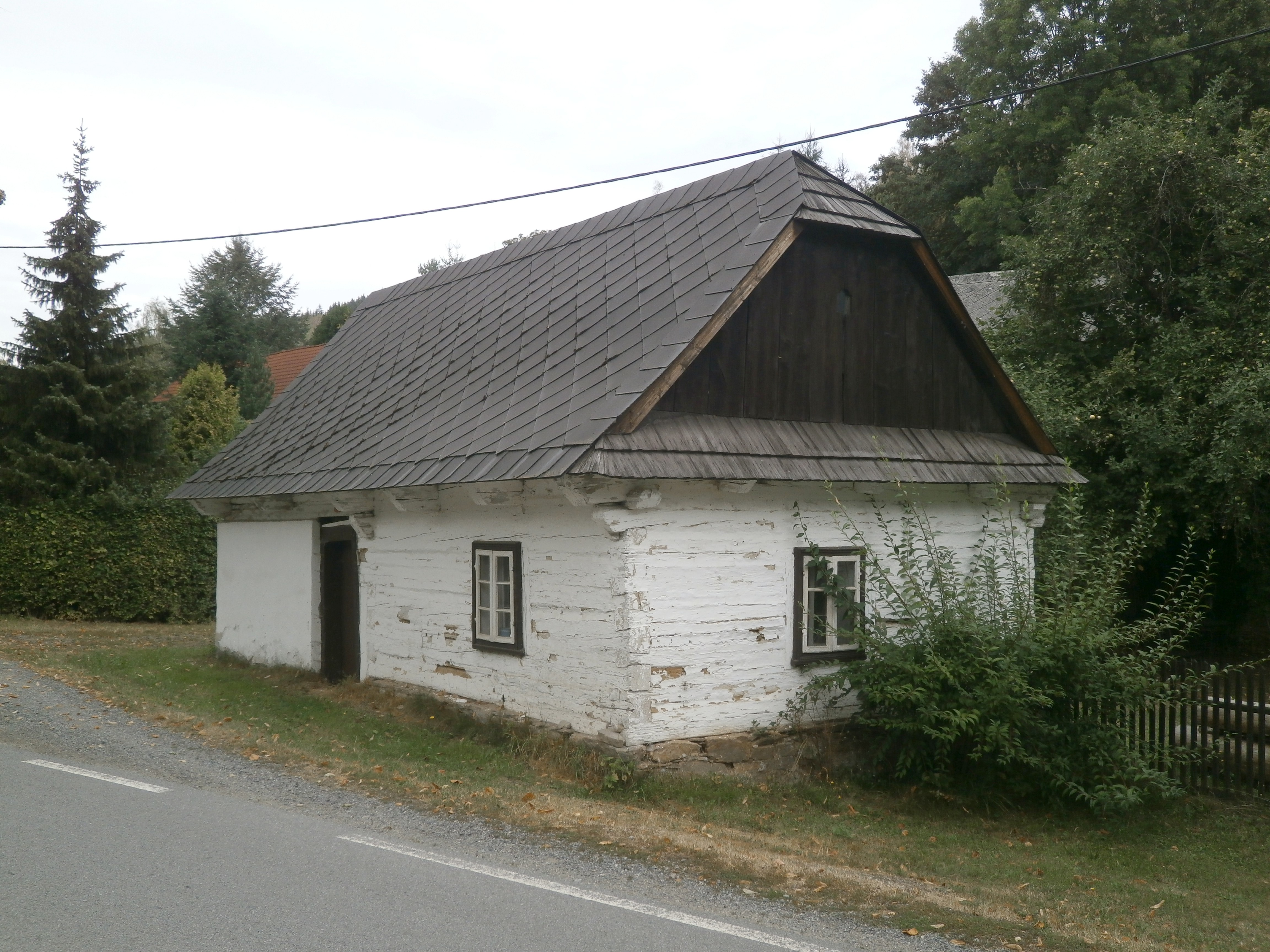
Haus Nr. 40

Nový Jimramov (deutsch Neu Ingrowitz, älter auch Neu Ingerwitz) ist eine Gemeinde in Tschechien. Sie liegt elf Kilometer südwestlich von Polička und gehört zum Okres Žďár nad Sázavou.

## Geographie
Nový Jimramov befindet sich im Südosten der Saarer Berge im Tal der Fryšávka. Nordöstlich erhebt sich die Prosíčka (739 m), im Südosten der Padělek (625 m), südlich der V Háji (681 m) und Píckov (700 m), südwestlich der Zítkův kopec (723 m) und im Westen die Skály (722 m).
Nachbarorte sind Doly und Borovnice im Norden, V Bombaji und Sedliště im Nordosten, Jimramov und Benátky im Osten, Kolonie Domky und Strachujov im Südosten, Jimramovské Pavlovice, Široké Pole und Věcov im Süden, Nové Jimramovské Paseky und Polsko im Südwesten, Hamr, Ve Smrčinách und Líšná im Westen sowie Jimramovské Paseky und Javorek im Nordwesten.

## Geschichte
Um 1650 entstand unterhalb der Burgruine Štarkov an der Frischawa eine Glashütte, die nach kurzer Zeit wieder erlosch. Die erste urkundliche Erwähnung des Ortes erfolgte im Jahre 1660 unter dem Namen Auf den Hütten / Na Huti. An der Stelle der Glashütte wurde eine Papiermühle errichtet, die die Höfe in Prag und Wien belieferte. Die Ansiedlung war von ihrer Gründung bis 1848 der Herrschaft Ingrowitz untertänig und wurde seit dem 18. Jahrhundert als Hutě bzw. Neu Ingrowitz bezeichnet.
Nach der Aufhebung der Patrimonialherrschaften bildete Hutě / Neu Ingrowitz ab 1850 mit dem Ortsteil Široké Pole / Breitenfeld eine Gemeinde im politischen Bezirk Neustadtl. 1869 kam der Ortsteile Paseky / Passek hinzu. Die Papiermühle stellte zum Ende des 19. Jahrhunderts ihre Produktion ein. In ihren Gebäuden wurde danach eine Wollwäscherei eingerichtet. Ab 1921 wurde der seit dem Ende des 19. Jahrhunderts neben Hutě verwendete Name Nový Jimramov zur amtlichen Ortsbezeichnung. 1949 wurde Nový Jimramov dem Okres Polička zugeordnet. Seit 1961 gehört die Gemeinde zum Okres Žďár nad Sázavou. Ab 1960 wurden in der Holzwarenfabrik Sessel und Lehnstühle produziert. 1976 erfolgte die Eingemeindung nach Jimramov. 1990 schloss die Möbelfabrik. Seit 1990 besteht die Gemeinde Nový Jimramov wieder. Heute ist Nový Jimramov ein Erholungs- und Wintersportort. In Nový Jimramov besteht ein Skilift.

## Gemeindegliederung
Die Gemeinde Nový Jimramov besteht aus den Ortsteilen Jimramovské Paseky (Passek Ingrowitz), Nový Jimramov (Neu Ingrowitz) und Široké Pole (Breitenfeld).  Grundsiedlungseinheiten sind Jimramovské Paseky, Nový Jimramov díl 1 und Nový Jimramov díl 2.

## Sehenswürdigkeiten
- Reste der Burg Štarkov, auch Stařechovice bzw. Skály genannt, westlich des Dorfes
- Naturreservat Prosíčka, auf dem gleichnamigen Berg, nordöstlich des Ortes

## Söhne und Töchter der Gemeinde
- Robert Neuschl (1856–1914), katholischer Theologe, Soziologe, Autor, Kanoniker des Bistums Brünn und päpstlicher Prälat